# Нільс Отто Меллер
Нільс Отто Меллер (дан. Niels Otto Møller, 7 листопада 1897 — 14 квітня 1966) — данський яхтсмен.
Срібний призер Олімпійських Ігор 1928 року в класі 6 метрів.